# Веселовский, Александр Константинович
Александр Константинович Веселовский (1846—1891) — русский экономист, редактор; чиновник министерства финансов.

## Биография
Родился 24 августа (5 сентября) 1846 года в семье К. С. Веселовского.
Детство и юношеские годы провел во Франции, где и получил образование, среднее — в Меце, высшее — в Париже (юридические и экономические науки).
Вернувшись в Россию, стал сотрудничать в «Journal de St.-Pétersbourg»; в 1870 году поступил на службу в министерство финансов. В 1872 году принимал участие в международном статистическом конгрессе и был назначен секретарём постоянной комиссии этого конгресса; в этом качестве он участвовал в последующих съездах членов комиссии и конгресса — в Вене, Будапеште, Санкт-Петербурге и Париже. В посольской церкви Св. Марии Магдалины в Веймаре 30 июня 1872 года он обвенчался с дочерью корнета Анной Николаевной Братцовой.
Ко времени Всемирной Венской выставки 1873 года, на которую Веселовский был командирован в качестве русского комиссара, он составил для русского отдела «Tableau du commerce extérieur de Russie de 1856 à 1871», содержащий ценные материалы по торговой статистике России.
Был назначен секретарём Учёного комитета Министерства финансов и издавал «Annuaire des finances russes : budget, crédit, commerce, chemins de fer», всего 11 томов (последний вышел в 1889 году).
В ноябре 1883 года был назначен редактором Указателя правительственных распоряжений по Министерству финансов, который им был преобразован с 1884 года в «Вестник финансов, промышленности и торговли», с обширной программой, сделавшей из него выдающийся русский экономический журнал. Был произведён в статские советники. С декабря 1890 года начал издавать на французском языке «L’Economiste Russe», но 18 (30) мая 1891 года внезапно скончался, успев выпустить только 11 номеров французского журнала. Под редакцией Веселовского вышли также 4 тома (14 по 17) «Ежегодника Министерства финансов». 